# Barinque
Barinque – miejscowość i gmina we Francji, w regionie Nowa Akwitania, w departamencie Pireneje Atlantyckie.
Według danych na rok 1990 gminę zamieszkiwało 470 osób, a gęstość zaludnienia wynosiła 52 osób/km² (wśród 2290 gmin Akwitanii Barinque plasuje się na 733. miejscu pod względem liczby ludności, natomiast pod względem powierzchni na miejscu 1133.).